# Griggsville (Illinois)
Griggsville est une ville du comté de Pike en Illinois aux États-Unis.  Elle est incorporée le 24 décembre 1878,. Lors du recensement de 2010, la ville comptait une population de 1 258 habitants.

## Source de la traduction
- (en) Cet article est partiellement ou en totalité issu de l’article de Wikipédia en anglais intitulé « Griggsville, Illinois » (voir la liste des auteurs).